# 初级代谢产物
初级代谢产物（英語：Primary metabolite，或称为初生代谢物）是一种直接涉及到正常生长、发育与生殖的代谢产物。它通常在生物体中执行生理功能（即内在功能）。初级代谢产物通常存在于许多生物体或细胞中。 它也被称为中心代谢产物，其具有更加有限的意义（存在于任何自主生长的细胞或生物体中）。一些常见的初级代谢产物包括：乙醇，乳酸和特定的氨基酸。
相反地，次级代谢产物不会直接涉及这些过程，而是具有重要的生物学功能。次级代谢产物通常存在于分类学限制的生物体或细胞（植物，真菌，细菌...）中。次级代谢产物的一些常见例子包括：麦角生物碱，抗生素，萘，核苷，吩嗪，喹啉，萜类化合物，肽和生长因子。
植物生长调节剂由于其在植物生长发育中的作用而被分类为初级和次级代谢产物。其中一些是初级代谢产物和次级代谢产物之间的中间体。